# Calorimetrie

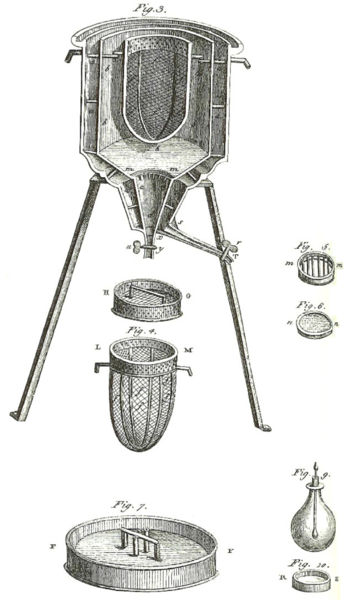
IJs-calorimeter

Calorimetrie is een meetmethode waarmee de warmtecapaciteit (vaak aangeduid met C) van een materiaal bepaald wordt aan de hand van de opgenomen energie.
De bekendste vorm van een calorimeter is een geïsoleerd vat met water (met een bekende temperatuur en warmtecapaciteit) waarin een verhit blokje van een materiaal met onbekende warmtecapaciteit en bekende temperatuur wordt ondergedompeld. Aan de hand van de temperatuurverandering van het water kan de warmtecapaciteit van het blokje bepaald worden. 
Een minder bekende vorm van calorimetrie is te vinden in de microcalorimeter zoals die ontwikkeld wordt door o.a. Stichting Ruimteonderzoek Nederland (SRON). Hierbij is sprake van een zeer kleine massa (de paddenstoel) met bekende warmtecapaciteit, die op een temperatuur gehouden wordt van ongeveer 100 mK. Wanneer een foton op deze massa valt zal deze iets opwarmen. De opwarming wordt gemeten met een zeer gevoelige weerstandsthermometer, de Transition-Edge Sensor (TES). Een dergelijke calorimeter is zo gevoelig dat deze gebruikt kan worden in een röntgen-spectrometer.